# Derivació cerebral
Les derivacions cerebrals s'utilitzen habitualment per tractar la hidrocefàlia, la inflamació del cervell a causa de l'excés d'acumulació de líquid cefalorraquidi (LCR). Si no es controla, el líquid cefalorraquidi pot acumular-se i provocar un augment de la pressió intracraneal (PIC) que pot provocar un hematoma intracranial, un edema cerebral, trencament del teixit cerebral o una hèrnia. La derivació cerebral es pot utilitzar per alleujar o prevenir aquests problemes en pacients que pateixen hidrocefàlia o altres malalties relacionades.
Les derivacions poden presentar-se en diverses formes, però la majoria consisteixen en un allotjament de vàlvules connectades a un catèter, el final del qual se situa generalment a la cavitat peritoneal. Les principals diferències entre derivacions solen ser els materials que s'utilitzen per construir-los, els tipus de vàlvules (si n'hi ha) que s'utilitzen i si la vàlvula és programable o no.